# 가스가급 장갑순양함
가스가급 장갑순양함(春日型装甲巡洋艦)은 일본 제국 해군이 러일 전쟁 전에 이탈리아에서 구입한 장갑순양함이다.

## 개요
청일 전쟁 이후 러시아와의 관계는 갈수록 긴장 정도가 높아지고 있었고, 일본 해군은 이에 대비해 10년간 전함 6척, 일등 순양함 6척을 주력으로 하는 거대한 해군을 빠르게 만들어 냈다. 그러나 일본은 발트해에 있는 러시아 본국의 발틱 함대와 극동의 여순 함대가 합치게 되면 여전히 전력에서 뒤떨어지고 있었다.
먼저, 칠레가 영국 암스트롱 사에 발주한 콘스티투시온급 전함을 일본과 러시아가 구매 경쟁을 벌이고 있었지만, 러시아에 매각될 것이 뻔했기 때문에 일본의 동맹국인 영국이 부득이 구입했다는 뒷 이야기가 있었다. 이것이 스위프트슈어급 전함(HMS Swiftsure class battleship)이다.
1903년, 아르헨티나 해군의 주문에 따라 이탈리아는 안살도 제노바 조선소에서 건조 중이던 주세페 가리발디급(Giuseppe Garibaldi-class) 장갑순양함 ‘리바다비아’(Rivadavia)와 ‘모레노’(Moreno)는 일본의 동맹국인 영국이 눈독을 들이고 암암리에 일본에 구입을 촉구했다. 이 두 척은 아르헨티나가 칠레와의 긴장 관계에 있는 시기에 주문했지만 이후 양국이 화해를 했기 때문에 존재가 공중에 떠있는 상태였다. 러시아도 이에 욕심을 내서, 러일 양국에서 구입 경쟁을 했지만, 마지막에 일본이 과감한 가격을 제시했기 때문에 러일 전쟁 발발 직전에 일본에 판매됐다. 이탈리아에서 일본으로 회항할 때 전쟁이 시작되면서, 신속하게 공격하기 위해 러시아 함대가 추적해 왔다. 그러나 회항을 맡은 암스트롱 사의 직원을 호위한다는 명목으로 영국이 함대를 지원하면서, 무사히 요코스카 항에 도착했다. 이때 회항 책임자는 스즈키 간타로 해군 중령이었다.
‘리바다비아’는 가스가(春日)로, ‘모레노’는 닛신(日進)이라고 이름을 바꾸고, 제1함대에 소속시켜 여순항 봉쇄 작전에 참가했다. 특히 가스가의 주포인 "암스트롱 254mm 40구경 포는 연합 함대 중 가장 사거리가 길었다. 여순항 해전에 투입되어 뤼순 요새의 해안포의 사정거리 밖에서 손쉽게 여순항에 발사할 수 있었기 때문에 항구에 정박해 있던 러시아 여순 함대에 상당한 심리적 영향을 주었다.
가스가와 닛신이 함께 참여한 〈쓰시마 해전〉의 대승은 이 배 2척를 매각한 아르헨티나 정부와 해군을 기쁘게 했다. 이것이 인연이 되어, 매년 5월 27일 이전 해군 기념일에 개최되는 쓰시마 해전 기념식에는 영국 해군 무관과 함께 아르헨티나 해군 무관을 초청하는 것이 관례가 되었다.

## 형태

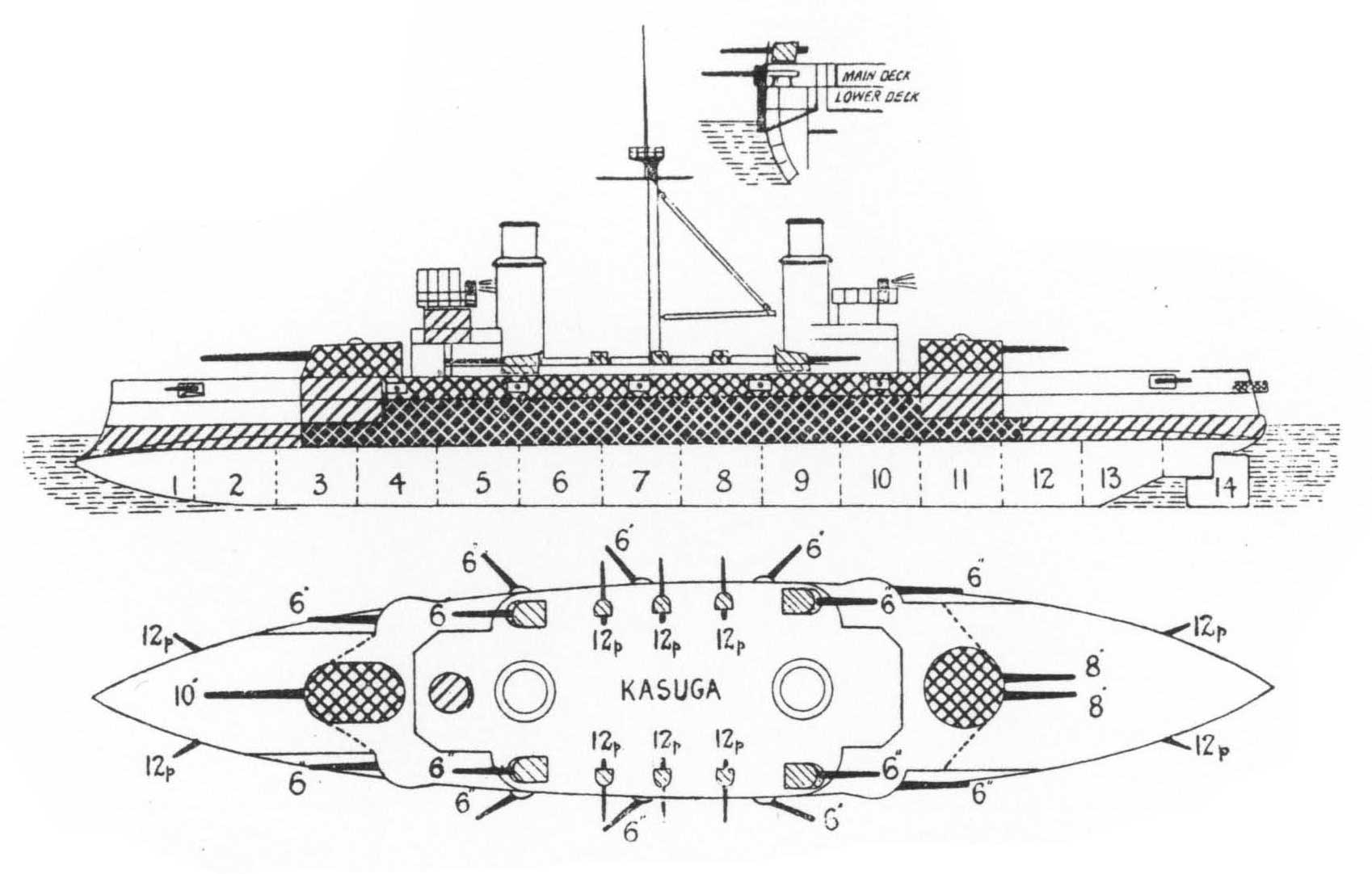
가스가의 무장과 장갑을 나타낸 도면

본함의 기본 설계는 같은 해 이탈리아 해군의 전노급함 ‘엠마뉴엘레 필리베르토급’ 구축함 모양을 소형화하고 장갑을 줄이는 대신 속력을 증가시켰다. 설계는 설계 장교는 에두아르도 마스데아의 손에 의해 진행되었다.
선체 형상은 당시의 주류인 평갑판형 선체로 함수 수면 아래 충각을 가진 함수로 전면부 갑판 위에 전면을 향하도록 단장식의 암스트롱 1898년형 25.4cm 40구경 포를 단장 포탑에 1개를 배치(‘닛신’은 전후 모두 20.3cm 연장 포탑)했다. 함교 구조는 사령탑을 아래로 편입하여 선교를 양쪽에 두었다. 상자형 함교 뒤의 2개 굴뚝은 기관 연통 분리 배치를 위해 앞뒤로 놓여 있다. 선체 중앙부에 2단의 감시소를 가진 주 돛대가 하나 서 있고, 각 감시소에는 대어뢰정용으로 4.7cm 단장기포가 앞뒤로 1기 씩 배치되어 있었다. 굴뚝의 주위에는 선내에 흡기용으로 연관형 통풍통이 세워져 있다.
굴뚝 주위는 함재정이 배치되어 있고, 그 뒤쪽에 후방을 향해 20.3cm 연장 포탑 1기가 배치되어 있었다. 좌우 현측 1번 굴뚝과 2번 굴뚝 사이에 15.2cm 단장 부포가 갑판에 2개, 현측 케이스 메이트 배치에 5개가 배치되어 한 현에 7개씩 총 14문이 탑재되었다.

### 무장
당시의 이탈리아 해군에서도 함포는 암스트롱 사에 일임하고 있었기 때문에 본형도 암스트롱 1898년형 254mm 40구경 포를 채용했다. 그 성능은 227kg의 포탄을 최대 앙각 20도에서 18,000m까지 쏘아보낼 수 있었다. 이 포를 새로운 디자인한 단장식 포탑에 탑재했다. 포탑의 부앙 능력은 앙각 20도 · 부각 5도이다.